# 24e régiment de tirailleurs sénégalais
Le 24e Régiment de Tirailleurs Sénégalais (ou 24e RTS) est un régiment français.

## Création et différentes dénominations
- Mai 1923 : création du 24e régiment de tirailleurs sénégalais à partir du 24e régiment d’infanterie coloniale.
- 1923 : renommé 24e régiment de tirailleurs coloniaux.
- 1926 : redevient 24e régiment de tirailleurs sénégalais.
- Juillet 1940 : dissous.
- 1947 : 24e régiment de marche de tirailleurs sénégalais.
- Mai 1955 : dissolution.

## Colonels/chef-de-brigade
- 1925-1929 : colonel le Boulanger.
- 1929-1931 : colonel Arnaud.
- 1931-1933 : colonel Malafosse.
- 1933-1935 : colonel Bernard.
- 1935-1937 : colonel Quilichini (général de brigade en 1944).
- 1937-1939 : colonel Conraud.
- 1939-1940 : colonel Alexandre.
- 1940 : lieutenant-colonel Fabre.
- 1947-1949 : colonel Runner.
- 1953-1955 : Colonel Dabobal. !

## Historique des garnisons, combats et batailles du24eRTS

### Entre-deux-guerres

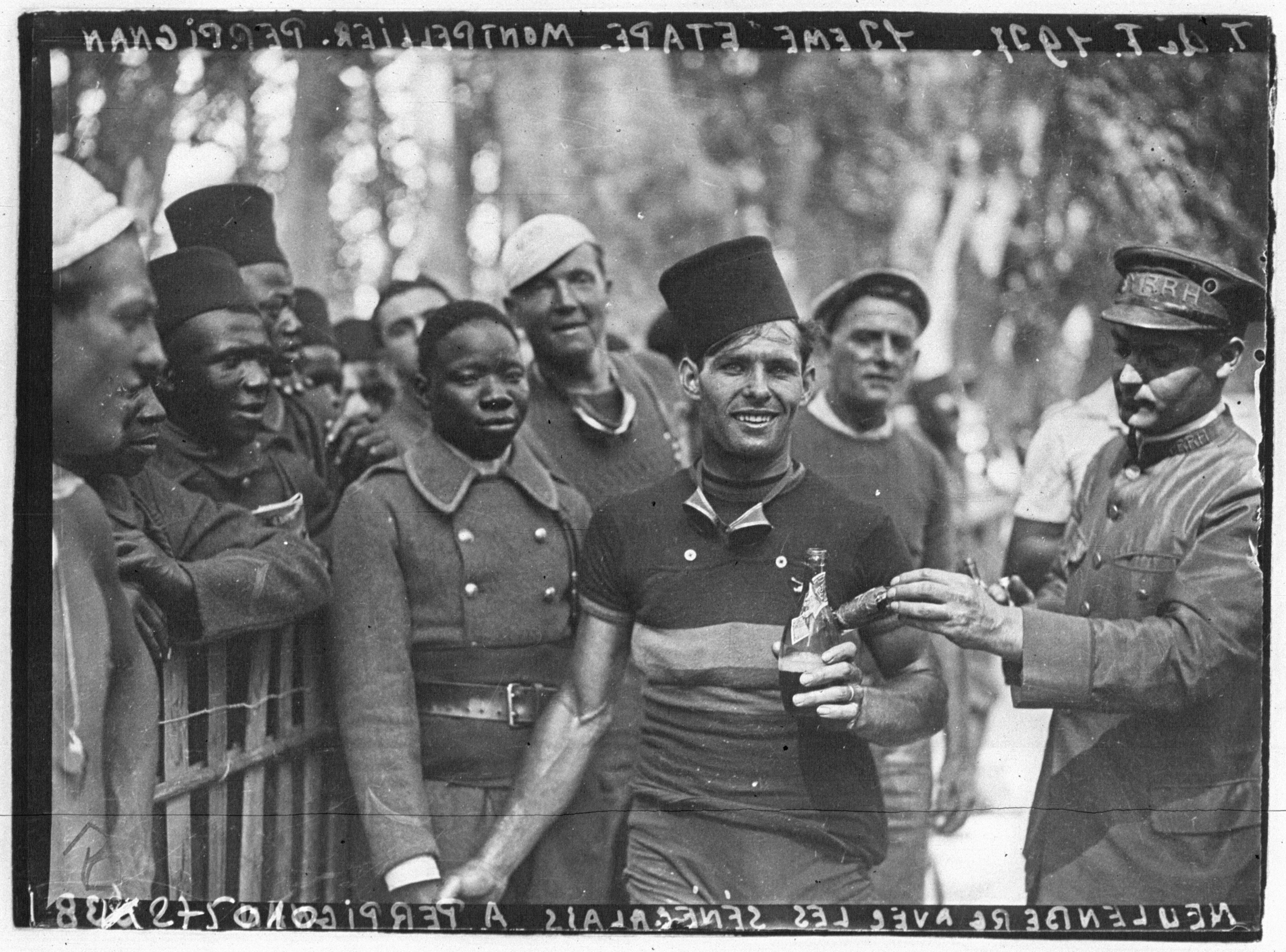
Tirailleurs du avec le coureur cycliste Éloi Meulenberg à Perpignan lors du Tour de France 1937.

En 1926, sous l'appellation générique de tirailleurs sénégalais, sont créés plusieurs régiments. Ce sont les 4e, 8e, 12e, 14e, 16e, et 24e régiment de tirailleurs sénégalais (RTS), qui seront implantés dans des garnisons du sud de la France. C'est ainsi que Perpignan récupère un régiment colonial, le 24e régiment de tirailleurs sénégalais, régiment qui malgré sa nouvelle appellation et sa composition, hérite des traditions et du drapeau aux huit inscriptions de son prédécesseur[réf. nécessaire].
Lors de la Guerre du Rif (1924-1927), le 24e, en tout ou partie, participe avec d'autres formations coloniales ou métropolitaines, aux opérations de pacification du Maroc (Afrique française du Nord), avant de retourner définitivement dans sa garnison d'origine. Il s'illustre à Bab-Taza, M'sila, El Hadar, et Fès el Bali, décrochant une nouvelle inscription au drapeau "Maroc 1925". Les inscriptions étant limitées à huit, cette neuvième inscription viendra compléter celle déjà existante "Maroc 1908-1913". En 1939 lors de la reconstitution en Syrie du 24e RIC sous l'appellation de 24e régiment mixte d'infanterie coloniale (RMIC), le 24e RTS recevra un nouveau drapeau où ne figurera que l'inscription "Maroc 1925-1927". Celle présente sur le drapeau du 24e RIC sera effacée[réf. souhaitée].
Le 24e RTS est en garnison à Perpignan en janvier 1939, quand il est requis pour appliquer le plan de barrage dans les Pyrénées-Orientales. Ce plan vise à empêcher les militaires de l’armée populaire de la République espagnole, vaincue par les rebelles franquistes, en pleine Retirada, de passer en France. L’interdiction d’entrer est levée du 5 au 9 février.

### Seconde Guerre mondiale

#### Drôle de Guerre
- En février 1939 il est affecté a la garde de la frontière avec l'Espagne, puis à la garde des camps de réfugiés d'Argelès, de Saint-Cyprien et du Barcarés, des Forts de Bellegarde, Mont-Louis et Collioure. Insigne du 24e Régiment 1940

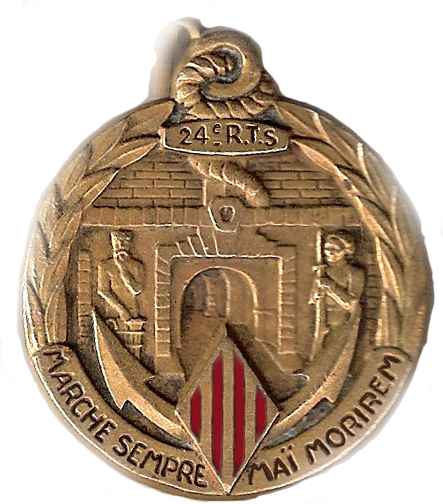
Insigne du 24e Régiment 1940

- Le 5 avril 1940, retour au front, le 24e RTS rejoint la 4e DIC en Alsace dans le secteur de la ligne Maginot, où il est employé à l'organisation des positions de combat, à la construction de blockhaus, et au creusement de fossés antichars.

#### Bataille de France (1940)
- Du 20 mai au 4 juin, les coloniaux contiendront l'avance allemande au-delà de la Somme, sans toutefois réduire les têtes de pont d'Abbeville et d'Amiens. Le 23 mai 1940, à la fin de la première phase de la campagne de France, les Allemands avaient constitué une tête de pont en rive gauche de la Somme à Aubigny et à Fouilloy. Le 24e Régiment de Tirailleurs sénégalais reprit le village après une contre-attaque violente. Mais le lendemain, la 13e division d'infanterie allemande reprit la localité. Une cinquantaine de tirailleurs, blessés, furent achevés par les troupes allemandes, alors qu'ils avaient été faits prisonniers. Cela constitue le premier massacre de tirailleurs sénégalais constaté lors de cette campagne. 315 soldats du 1er bataillon du 24e R.T.S. périrent pour la défense d'Aubigny[2].

- Malgré les panzers, les bombardements incessants de l'aviation et de l'artillerie ennemie, le 24e RTS organisé en points d'appuis bien espacés, maintinrent ses positions jusqu'au 8 juin, notamment à Aubigny infligeant aux colonnes blindées de très lourdes pertes avec son artillerie régimentaire, 400 chars ennemis furent déclarés détruits sur le front de la Somme. Le 8 juin le régiment amorça son repli, en arrière-garde de la 4e division d'infanterie coloniale dans le cadre de le retraite générale, qu'il remplit jusqu'à la destruction presque complète le 10 juin 1940. Entièrement isolé et débordé, victime de bombardement aériens, le régiment avait pratiquement cessé d'exister à cette date.

Le 11 juin 1940, les Allemands massacrèrent la totalité des Africains de la 4e division d'infanterie coloniale et du 24e régiment de tirailleurs sénégalais faits prisonniers au bois d'Eraine à Cressonsacq.

Seulement trois cents isolés environ et sept officiers purent rejoindre leur dépôt de Perpignan après l'Armistice ; le reste du régiment, soit 2 500 hommes, ayant été tués, blessés ou faits prisonniers.

#### Dissolution du régiment
- Le 25 juin 1940, en application des accords d'armistice, tous les régiments africains furent dissous, y compris ceux de la 9e DIC (27e RICMS au camp de Souge et 28e RICMS au camp de Rivesaltes) en cours de formation. Seuls subsistèrent en métropole comme troupes coloniales le 2e RIC à Perpignan et le 21e RIC à Fréjus. Pour Vichy, la présence des troupes africaines dans l'armée métropolitaine d'armistice était absolument exclue, et ce malgré la présence d'un fort contingent de tirailleurs dans les centres de transit des troupes coloniales indigènes de Rivesaltes et Fréjus (CTTIC).

### Guerre d'Indochine (1948 - 1955)
Pour renforcer le corps expéditionnaire en Extrême-Orient, le 24e régiment de tirailleurs sénégalais est reconstitué à deux bataillons, le 1er mai 1948 à Carcassonne et Perpignan comme Régiment de marche de tirailleurs sénégalais (RMTS). Ce fut le seul régiment de tirailleurs créé après la guerre en métropole et le seul régiment de tirailleurs sénégalais présent sur ce théâtre d'opérations extérieures aux côtés d’une dizaine de bataillons de marche de tirailleurs sénégalais venus de l’AOF et de l’AEF. Le régiment embarqua à Marseille le 1er septembre 1948 et débarqua à Haïphong, le 30 décembre pour être engagé immédiatement au Tonkin. 

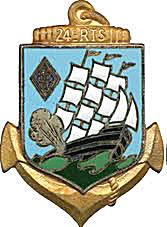
24e RTS Troisième modèle 1947

Les deux bataillons participèrent activement aux opérations de pacification des secteurs de Sontay, Hoa Binh, Haïduong, Hadong et Kie-Nan. En 1951 ils fournirent les garnisons des postes de béton dont le général de Lattre de Tassigny avait ordonné la construction, véritable petite ligne Maginot élevée pour la protection du "Delta utile". La 2e compagnie fut citée à l'ordre de l'Armée en janvier 1951. Batailles notables  Vinh Yen décembre - janvier 1950 - 1951, Yen Vi 1953.
Ces deux bataillons furent dissous après l'évacuation du Tonkin, en mai 1955, avant leur rapatriement en métropole.
Après le départ pour l'Indochine du 24e R.T.S. à deux bataillons, le 1er décembre 1948, le 3e bataillon resté en France constitua le noyau du nouveau 24e régiment d'infanterie coloniale reconstitué dans les mêmes garnisons que celui dont il était issu : Perpignan.

## Drapeau du régiment
Il porte dans ses plis les inscriptions suivantes:
De 1923 à décembre 1939 le 24e RTC puis 24e RTS se verra attribuer la garde du drapeau du 24e RIC et ce contre toutes les traditions militaires. Le millésime Maroc 1925 sera brodé aux côtés du millésime Maroc 1908-1913 du 24e RIC. En janvier 1940 le 24e RIC recréé au Levant reprend son emblème où l'on efface le millésime 1925. Le 24e RTS quant à lui se voit confier un nouvel emblème.

## Insignes
Dragon autour d’une ancre, brochée d’un écusson, à pals rouges. Modèle 1938.
Insigne circulaire avec en son centre la porte de la citadelle  de Perpignan sur ancre et devise du régiment. Modèle 1940.
Ecu bleu à une caravelle noire blanche sur flots vert dégradé losange à une croix de Lorraine le tout sur ancre.

## Devise
Marxem sempre mai morirem

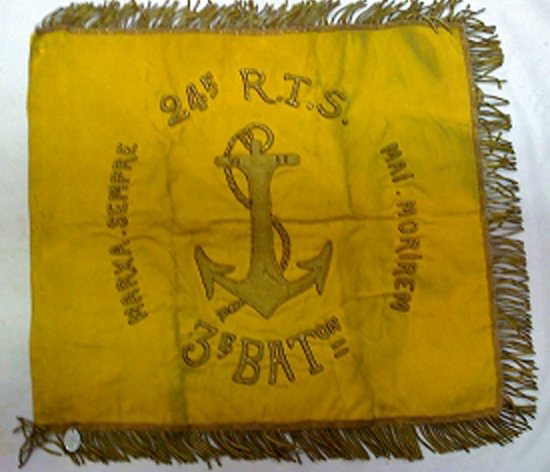
Fanon du 3/24e RTS 1940

Marchons toujours, nous ne mourons pas.

## Décorations
- Citation à l'ordre de l'Armée, Campagne de France de 1940 pour le 1er bataillon.
- Citation a l'ordre de l'Armée, Campagne d'Indochine (1946-1954) pour la 2e compagnie du 1er Bataillon décembre 1949.

## Personnalités ayant servi au régiment
- Jean Gilles, lieutenant en 1925 futur général commandant les troupes aéroportées en Indochine.
- Maurice Ferrano (1909-1981), résistant français, Compagnon de la Libération.
- Augustin Bourrat (1915-1986), résistant français, Compagnon de la Libération.
- Jean Bertoli (1917-1998), résistant français, Compagnon de la Libération.

## Pour approfondir
- Jean-François Mouragues, Soldats de la République. Les Tirailleurs sénégalais dans la tourmente : France mai-juin 1940, Éditions L'Harmattan, coll. « Historiques », décembre 2010, 216 p. (ISBN 978-2-296-12578-0, OCLC 717456850, présentation en ligne, lire en ligne  [PDF]).

- Jean-François Mouragues, Soldats de la République, les tirailleurs sénégalais dans la tourmente. France mai-juin 1940, Éditions L'Harmattan, Paris, décembre 2010.Indice(s) Dewey : 940.530 8996 (22e éd.) Numéros :  (ISBN 978-2-35066-111-7) (br.)